# James Murdoch

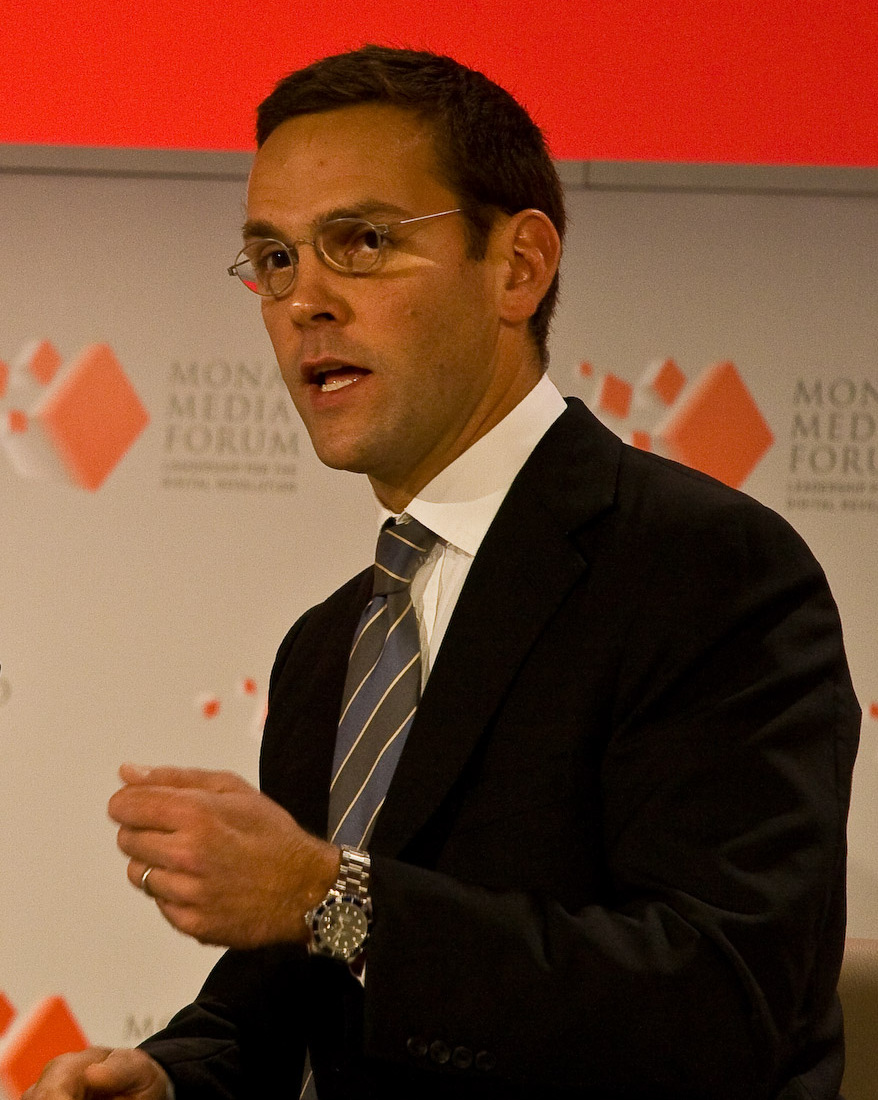
James Murdoch (2008)

James Rupert Jacob Murdoch (* 13. Dezember 1972 in London) war bis 2018 CEO des von seinem Vater Rupert Murdoch gegründeten Medienkonzerns 21st Century Fox. Er besitzt die US-amerikanische, die britische und die australische Staatsbürgerschaft.

## Anfänge
Das vierte von Rupert Murdochs sechs Kindern (Mutter: Anna Murdoch Mann) zeichnete sich unter diesen schon früh aus, galt aber auch ein Stück weit als ein Rebell. In der Öffentlichkeit trat er zuerst mit fünfzehn Jahren als Auszubildender der australischen Abendzeitung The Daily Mirror (1941–1990) hervor. Bei deren Konkurrenz The Sydney Morning Herald machte er Schlagzeilen, als er bei einer Pressekonferenz auf einem Sofa schlafend fotografiert worden war. Murdoch besuchte in New York die Horace Mann School, die er 1991 abschloss. Im Anschluss studierte er an der Harvard University Film und Geschichte. An der Hochschule gab er zudem Alternativzeitschriften heraus und zeichnete für ihr bekanntes Satire-Magazin, den Harvard Lampoon, einen Comic-Strip. 1995 verließ er Harvard ohne sein abgeschlossenes Studium. Mit seinen Studienkollegen Brian Brater und Jarret Myer förderte er das Vorankommen des unabhängigen Hip-Hop-Labels Rawkus Records, das dann 1998 durch die News Corporation seines Vaters erworben wurde.

## Geschäftliche Laufbahn
Murdoch trat 1996 der News Corporation bei. Er wurde Vorsitzender von Festival Records und kümmerte sich um die Aktivitäten der News Corporation im Internet. Dabei hatte er mit einer Reihe von Investitionen, unter anderem in die Finanz-Website TheStreet und die kurzlebige Online-Musikseite Whammo, unterschiedliches Glück. Außerdem steuerte er weiterhin Cartoons zu dem US-amerikanischen Männermagazin Gear bei. Murdoch wird dafür geschätzt, dass er seinen Vater für das Internet begeisterte. Er soll versucht haben, Rupert Murdoch zu einem Kauf der Internet-Gesellschaft Pointcast für 450 Mio. US-Dollar zu überreden, bevor dieses Unternehmen für nur sieben Mio. US-Dollar an einen anderen Käufer ging.
Murdoch besetzte bei Festival Records das Management neu und erwarb 1999 eine 51-prozentige Mehrheit an Mushroom Records. Die beiden Unternehmen wurden in den Festival Mushroom Records (FMR) vereint. Zunächst wurde angenommen, die News Corporation könnte FMR als den Grundstock einer neuen internationalen Entertainmentgesellschaft nutzen. FMR hatte aber schon unter Murdoch zu kämpfen; einem schnellen Sinkflug nach seinem Weggehen folgten 2005 die Abwicklung und der Verkauf der verbliebenen Vermögenswerte. Das Aufnahmenverzeichnis ging im Oktober 2005 für nur zehn Mio. AU-Dollar an die australische Abteilung der Warner Music Group, die Verlagssparte einen Monat später für einen ungenannten Betrag an den australischen Musikpromoter Michael Gudinski.
Der frischverheiratete Murdoch wurde im Mai 2000 Vorsitzender und Geschäftsführer des gebeutelten Satellitendienstes der News Corporation in Asien, STAR Television, der damals jährlich 100 Mio. Pfund Verlust machte, und zog nach Hongkong. Er wurde am 13. Februar 2003 Mitglied in der Geschäftsführung der British Sky Broadcasting Group (BSkyB) und im selben Jahr in einer umstrittenen Entscheidung Geschäftsführer der BSkyB, bei der die News Corporation eine qualifizierte Minderheitsbeteiligung hält. Auf seine Ernennung hin wurde der Vorwurf der Vetternwirtschaft erhoben. Manche Kommentatoren und Anteilseigner gewannen den Eindruck, man habe die Stelle Außenstehenden vorenthalten und Murdoch sei zu jung und zu unerfahren, um eines der wichtigsten britischen Unternehmen zu führen. Murdoch war bei seiner Ernennung mit Abstand der jüngste Geschäftsführer eines im FTSE 100 Index gelisteten Unternehmens.
Murdoch wurde seit dem überraschenden Rückzug seines Bruders Lachlan Murdoch von dessen Positionen bei der News Corporation am 29. Juli 2005 weitherum als der designierte Nachfolger seines Vaters betrachtet. Er trat am 7. Dezember 2007 bei British Sky Broadcasting als Chief Executive Officer zurück und übernahm daraufhin als Vorsitzender ohne Geschäftsbereich die Position in dem Unternehmen, die bis dahin sein Vater Rupert innegehabt hatte. Im Zusammenhang damit wurde bekanntgegeben, dass Murdoch auch „die direkte Verantwortung für die strategische und die operationelle Entfaltung der der News Corporation zugehörenden Besitzteile im Bereich des Fernsehens, der Zeitungen und des damit verknüpften Internet-Technischen in Europa, Asien und dem mittleren Osten“ übernehme. Damit geht die Führung von Unternehmen wie News International, Sky Italia, Sky Deutschland und der Satellite Television Asia Region (STAR Group Ltd.) einher. Murdoch ist von der Zentrale der News International im Borough of Tower Hamlets in Wapping, East London aus tätig.
Im Februar 2009 wurde Murdoch bei dem Pharmakonzern GlaxoSmithKline zu einem Direktor ohne Geschäftsbereich ernannt.
Murdoch hielt am 28. August 2009 beim Edinburgh International Television Festival die MacTaggart-Gedenkrede und griff darin die British Broadcasting Corporation (BBC) und den britischen Medienregulator, das Office of Communications (Ofcom), an, indem er die Expansion der BBC „niederdrückend“ nannte und unter anderem sagte: „Auf diesem Markt aller Medien bedroht die Ausweitung des staatlich gestützten Journalismus die Vielfalt und die Unabhängigkeit der Berichterstattung, die für unsere Demokratie so wichtig sind.“ Der Vorsitzende der BBC, Sir Michael Lyons, entgegnete darauf offiziell: „Wir sollten uns davor hüten, das lebendige Ganze des Funknachrichtenwesens auf ein paar wenige geschäftliche Transaktionen zu reduzieren. Die BBC betont im Zusammenhang mit ihren gemeindlichen Zielsetzungen die Bedeutung eines unparteiischen Beitrages zur öffentlichen Diskussion im Vereinigten Königreich sowie der Grundsätze, die sich bei Bildung und Berichterstattung bewährt haben.“
Im Juli 2011 stellte Murdoch die britische Sonntagszeitung News of the World nach einem Abhörskandal um prominente Persönlichkeiten und dem Hacken von Handys von Entführungsopfern und Angehörigen von Anschlagsopfern ein.
Nach den rechtsextremen Demonstrationen in Charlottesville im Jahr 2017 spendete James Murdoch 1 Million Dollar an die Anti-Defamation League. Im Juni 2020 spendeten James Murdoch und seine Ehefrau je 615.000 Dollar für die Kampagne von Joe Biden, der Kandidat der Demokratischen Partei für die Präsidentschaftswahlen zu werden.
Im Juli 2020 wurde bekannt, dass James Murdoch über die von ihm kontrollierte Beteiligungsgesellschaft Lupa Systems neuer Ankeraktionär der Schweizer Messeveranstalterin MCH Group werden soll.
Am 31. Juli 2020 teilte James Murdoch mit, dass er sich wegen Meinungsverschiedenheiten über bestimmte redaktionelle Inhalte sowie andere, strategische Entscheidungen mit sofortiger Wirkung aus dem Vorstand des Medienunternehmens News Corp. zurückgezogen hat.

## Privates
Murdoch hat im Jahr 2000 die Amerikanerin Kathryn Hufschmid geheiratet, die von 2006 bis 2011 Direktorin für Strategie und Kommunikation der  Clinton Climate Initiative war und seit 2013 der von ihr mit ihrem Ehemann gegründeten Stiftung Quadrivium vorsitzt. Mit ihr hat er drei Kinder (geb. 2003, 2006 und 2008).